# Cầu Ludwig-Ferdinand
Cầu Ludwig-Ferdinand, được đặt theo tên của hoàng tử Ludwig Ferdinand von Bayern, là một cầu vòm bằng sắt và bê tông cốt thép bắc ngang qua kinh đào Nymphenburg tại München.

## Vị trí
Cầu Ludwig-Ferdinand nối đường Notburgastraße với đường Menzinger Straße. Từ trung tâm cầu ta có thể nhìn thẳng tới lâu đài Nymphenburg.

## Lịch sử
Ban đầu từ lâu đài Nymphenburg không có dự tính xây một cây cầu bắc ngang qua kinh đào. Sau đó người ta có xây một cây cầu đi bộ bắc ngang. Tới năm 1892 thì một cầu đường được xây, năm 1914 thì lại được mở rộng ra để xe điện có thể chạy ngang. Năm 1956 lại được mở rộng một lần nữa thành 33 m. 